# آبشار کالدونیا
آبشار کالدونیا (به انگلیسی: Caledonia Cascade) آبشاری است که در جورجیا، ایالات متحده آمریکا واقع شده و ارتفاع کلی ریزشگاه آن ۶۰۰ فوت (۱۸۰ متر) است.